# Beele van Geldrop
Beele Jansdr van Geldrop (geboren omstreeks 1340) was de dochter van Jan van Geldrop, heer van Geldrop.
Zij trouwde in 1377 met Jan Oem, die heer was van Bokhoven en Olmen. Dit was het tweede huwelijk van Jan Oem.
Beele en Jan kregen van Jan van Geldrop een huwelijksgift mee.
Het paar kreeg vier kinderen:
- Claes (geboren omstreeks 1380)
- Jan van Bokhoven (circa 1380 - circa 1459)
- Marten (geboren omstreeks 1380)
- Claes (geboren omstreeks 1380)